# Buhl Aircraft Company
La Buhl Aircraft Company est un constructeur aéronautique américain créé en 1925 à Detroit et tombé en faillite en 1933. 
Elle est connue pour le Buhl-Verville Airster, premier avion à obtenir une certification de l'aviation civile américaine (US type certificate n°1) en 1927, pour son modèle Buhl Bull Pup et pour son Buhl A-1 Autogiro, premier autogire d'observation aérienne à moteur arrière en 1931.

## Historique
Lawrence D. Buhl avaient attiré à Détroit en février 1925 Étienne Dormoy et Alfred Verville, deux anciens ingénieurs aéronautiques issus de l'United States Army Air Service (McCook Field, Dayton), pour fonder un constructeur d'avions sous le nom initial Buhl-Verville Aircraft Company. Alfred Verville, cofondateur, en devint l'ingénieur en chef jusqu'en 1927. La compagnie tirait parti notamment de la compétence acquise en France par Étienne  Dormoy dans la Société de production des aéroplanes Deperdussin (SPAD). Au départ de Verville, une vingtaine d'exemplaires du modèle Bulh CA-3 Airster avait été fabriqués. La société devint la Buhl Aircraft Company et le poste d'ingénieur en chef fut repris par Étienne Dormoy, qui développa les modèles Buhl Airsedan, Buhl Pup et Buhl A-1 Autogiro. La compagnie commercialisa plus de cent soixante avions entre 1927 et 1932, survit jusqu'en septembre 1933 avec l'espoir que le Buhl Bull Pup soit suffisamment bon marché, avant d’être frappée par la récession faisant suite au krach de 1929.
Alfred Verville et Étienne Dormoy sont les concepteurs  du Buhl Verville CA 3 Airster, dont la version équipée du moteur Wright J4  est le premier avion à obtenir un certificat de type (US type certificate n°1 - 29 March 1927) qui est remotorisé plusieurs fois entre 1925 et 1927. 
De 1927 à 1932, Dormoy conçoit les Buhl Airsedan, Buhl Pup et le Buhl A-1, premier autogyre avec moteur à l'arrière de l'histoire(1931).

## Avions
- Buhl-Verville CW-3 (1925)
- Buhl-Verville CA-3/J-4 Airster (1926)
- Buhl CA-3C
- Buhl CA-3E
- Buhl CA-6 Air Sedan (1929)
- Buhl Bull Pup
- Buhl LA-1 Bull Pup
- Buhl A-1 autogyro

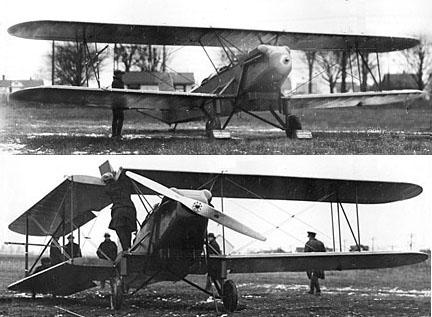
Buhl-Verville CW-3 (1925) - Buhl-Verville CW-3 OX5 Airster, à moteur Curtiss OX-5 (1925) - Buhl-Verville CW-3 Wright Trainer à moteur Wright J-5 (1926)
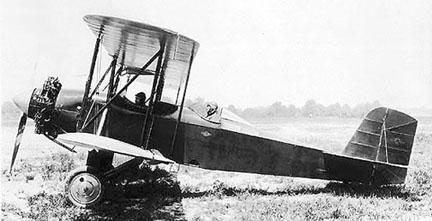
Buhl-Verville CA-3 Airster (1926) - 20 exemplaires construits - Buhl-Verville CA-3 Airster, à moteur Wright J4 (1926) - Buhl-Verville CA-3A Airster, à moteur Wright J5 (1926) - Buhl-Verville CA-1, à moteur Wright J-6 (1926)
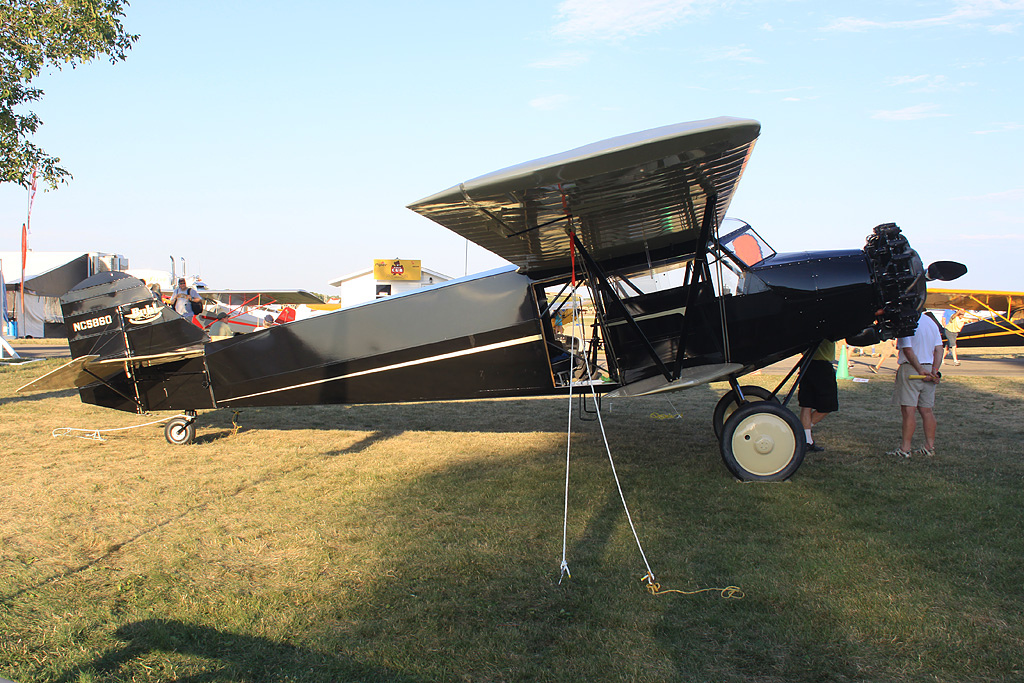
Buhl CA-1WA Airster (1930) - 2 exemplaires construits
  - Buhl CA-1WA Airster à moteur Pratt & Whitney  Wasp
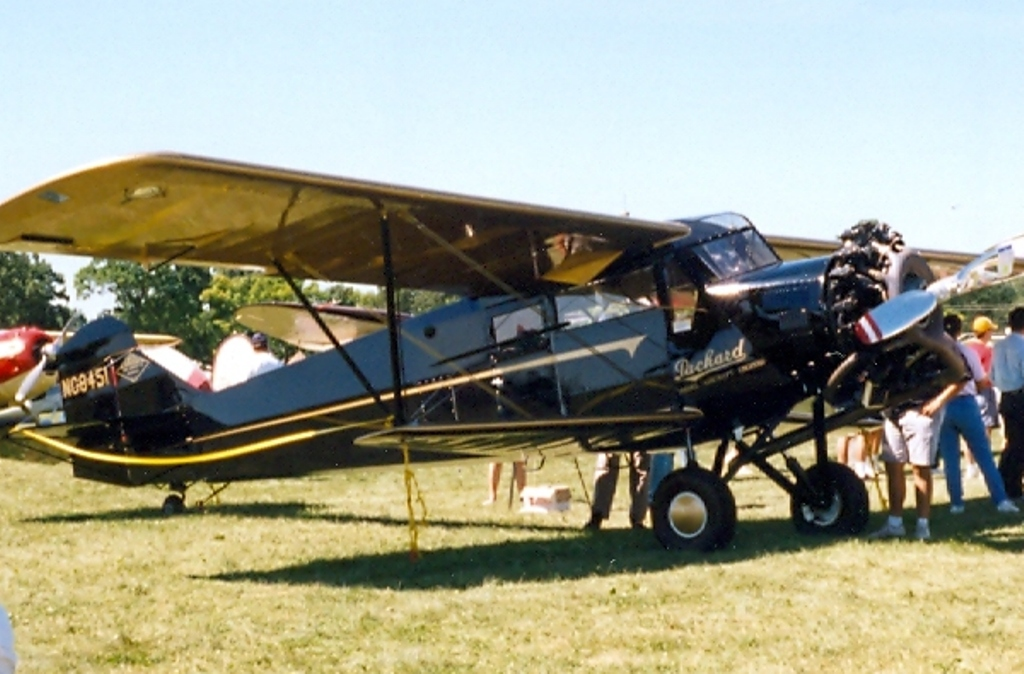
Buhl CA-3 AirSedan (1928) - soixantaine d'exemplaires construits
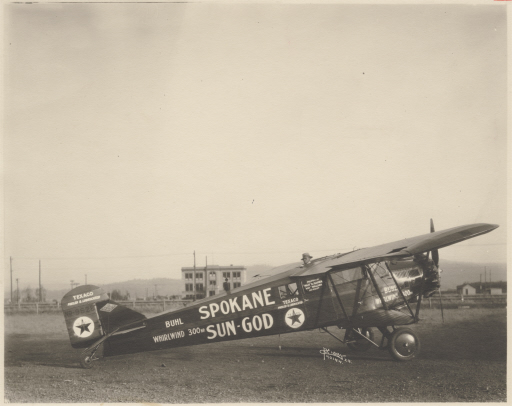
Buhl CA-6 Air Sedan (1929)
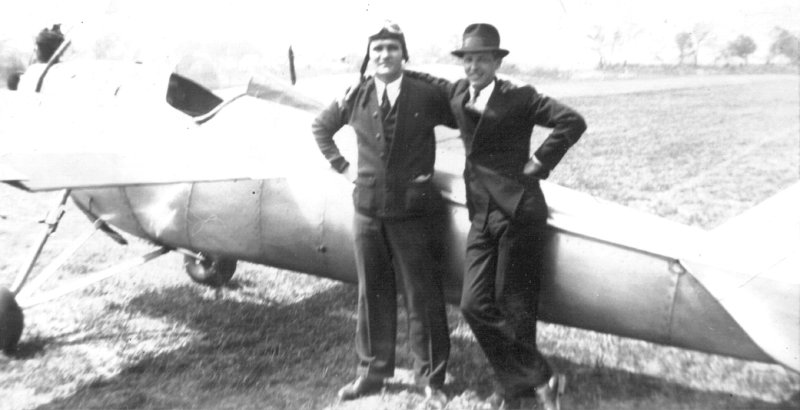
Buhl Bull Pup
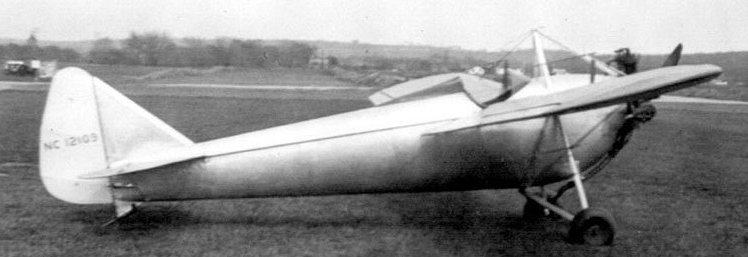
Buhl LA-1 Bull Pup
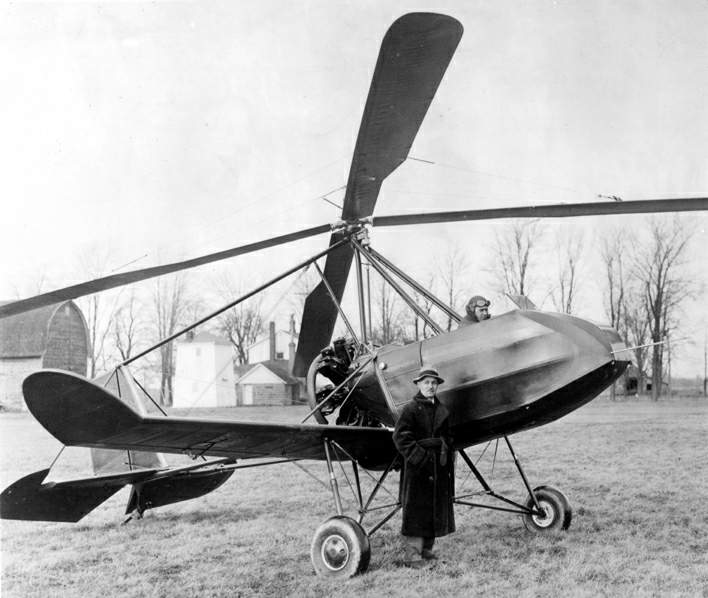
Buhl A-1 autogyro
  - Buhl CA-3 AirSedan (3A à 3E) à moteur Wright J-5 (1928)
  - Buhl CA-5 AirSedan à moteur Wright J-5
  - Buhl CA-6 AirSedan à moteur Wright J-6 ou  Pratt & Whitney Wasp (1929)
  - Buhl CA-8 Senior AirSedan à moteur Wright Cyclone ou  Pratt & Whitney Wasp
- Bul Bull Pup (1930) - centaine d'exemplaires construits
  - Buhl LA, LA-1, -1A, -1B, -1S Flying Bull Pup, à moteur Szekely SR-3 (1930)
- Buhl A-1 Autogiro, sous licence de Autogiro Company of America, avec un « pusher propeller » innovant[3] (1931)